# Реставрація Бурбонів
Реставрація Бурбонів (фр. Restauration bourbonienne; 1814—1830) — період в історії Франції між падінням Першої імперії імператора Наполеона І 6 квітня 1814 року і Липневою революцією 29 липня 1830 року, під час якої до влади в країні повернулися королі династії Бурбонів. В історіографії вирізняють два періоди: Перша реставрація — після зречення Наполеона до початку Ста днів і Друга реставрація — після поразки Наполеона у битві при Ватерло до Липневої революції 1830 року. На відміну від дореволюційної доби, під час реставрації Франція була конституційною монархією, де владу короля обмежувала Хартія 1814 року. Внутрішня політика країни ознаменувалася протистоянням між ультра-роялістами і лібералами.

## Причини
Реставрація Бурбонів була викликана внутрішньою слабкістю та військовою поразкою Першої імперії Наполеона І. Після поразки у російсько-французькій війні 1812 року, а також через нездатність французької армії далі протистояти могутній антинаполеонівській коаліції після розгрому під Лейпцигом 15 жовтня 1813 року, падіння імперії та реставрація Бурбонів стали неминучими. Імперія була також виснажена економічно і морально тривалими військовими конфліктами. Французька армія капітулювала і Париж опинився під окупацією союзників, котрі вимагали повернення до влади королів династії Бурбонів.

## Перша реставрація
Під головуванням колишнього міністра іноземних справ Шарля-Моріса Талейрана французький сенат 2 квітня проголосував за усунення від влади Наполеона і офіційно запросив на трон Людовика XVIII (брата страченого після революції Людовика XVI) і проголосив Францію королівством. Наполеон підписав своє зречення 6 квітня 1814 у Фонтенбло. Хоча союзники й вимагали повернення монархії, вони підтримали ініціативу Талейрана конституційно обмежити владу короля у Хартії 1814 року і запропонували дуже вигідні умови перемир'я. За паризьким мирним договором 1814 року Франція відновила майже всі свої кордони й іноземна окупація на більшості території країни закінчилася.
Із поверненням влади короля, у країну почали повертатися політичні емігранти, здебільшого представники французької аристократії які переховувалися за кордоном під час революційних подій. Французькі аристократи вимагали повернення експропрійованої революціонерами власності, що часом викликало масові заворушення та повстання у провінції. Суперечки також загострилися у релігійній сфері між представниками емігрантських релігійних кіл і тими, що раніше підкорилися вимогам революціонерів у Франції, а також між католиками та протестантами. Попри це, Людовик XVIII зробив крок на примирення і підписав Хартію 1814 року, яка обмежувала його владу і зберігала певні досягнення Французької революції, громадянські права тощо.

## Сто днів
Невдоволення урядом короля Людовика XVIII продовжувало зростати у Франції, чим швидко скористався засланий на о. Ельба Наполеон. 1 березня 1815 року, невдовзі після початку Віденського конгресу, він висадився на південному узбережжі Франції і вже 20 березня без жодного спротиву тріумфально увійшов у Париж. Уряд і король знову залишили країну і знайшли притулок у фламандському місті Гент. Повернення Наполеона до влади тривало 110 днів і закінчилося поразкою у битві при Ватерлоо 18 червня 1815 року. Після другого і останнього зречення Наполеона, за підтримки нової антинаполеонівської коаліції Людовик XVIII 8 липня 1815 року остаточно повернувся до влади. Друга поразка Наполеона обернулася для Франції набагато жорсткішими умовами мирного договору та тривалою іноземною окупацією.

## Друга реставрація
Після поразки Наполеона під Ватерлоо та після зайняття Парижу військами антинаполеонівської коаліції Людовик XVIII 8 липня 1815 року повернувся до влади. Друга реставрація Бурбонів ознаменувалася значно складнішою внутрішньою і зовнішньополітичною ситуацією. Франція опинилася майже спустошеною війною та пов'язаним з нею економічним колапсом. За умовами другого Паризького мирного договору були втрачені значні території на сході та півдні країни, Франція мусила виплатити 100 мільйонів франків контрибуції та іноземна окупація тривала до 1818 року. Крім того, у внутрішній політиці почалася кампанія Білого терору — жорстоких репресій проти представників попереднього режиму. В країні загострилося протистояння між прихильниками реставрації — ультрароялістами і ліберальною опозицією. У 1815—1816 роках за політичними звинуваченнями було арештовано більш ніж 70 000 чоловік.
Після виборів до парламенту 14 серпня 1815 року була сформована т. зв. Незрівнянна палата (фр. La Chambre introuvable), де домінували ультрароялісти і намагалися законодавчим шляхом відновити абсолютну владу короля. Період відносного спокою і економічної стабілізації настав щойно після призначення прем'єр-міністром герцога де Рішельє у 1816 році. Політичні суперечки і протистояння продовжилося у стінах парламенту між роялістами і лібералами. Після сходження на престол Карла Х у 1825 році ультрароялістам вдалося запровадити систему привілеїв для представників аристократії, які постраждали під час революційних подій. Попри це, демократичні реформи збережені після французької революції дозволили ліберальній опозиції відстоювати свої права у пресі та в стінах парламенту. Законодавчі реформи роялістів з часом зазнали поразки у парламенті і опозиція владі короля знайшла підтримку серед загалу населення Франції.
Значне загострення внутрішньополітичної ситуації відбулося у листопаді 1829 року із призначенням на посаду прем'єр-міністра представника ультраконсервативного табору графа де Поліньяка. Петиція 221 депутата парламенту була проігнорована королем; Карл Х розпустив парламент і призначив нові вибори на липень 1830 року. Загострення протистояння, однак, призвело до повстання та Липневої революції 27, 28, та 29 липня 1830 року. 31 липня Луї-Філіп — представник орлеанської династії та прихильник революції зійшов на французький престол, що стало кінцем періоду реставрації. Із зреченням Карла Х 2 серпня 1830 року у Франції остаточно закінчилося правління основної гілки династії Бурбонів.